# Stanisław Książek (oficer AK)

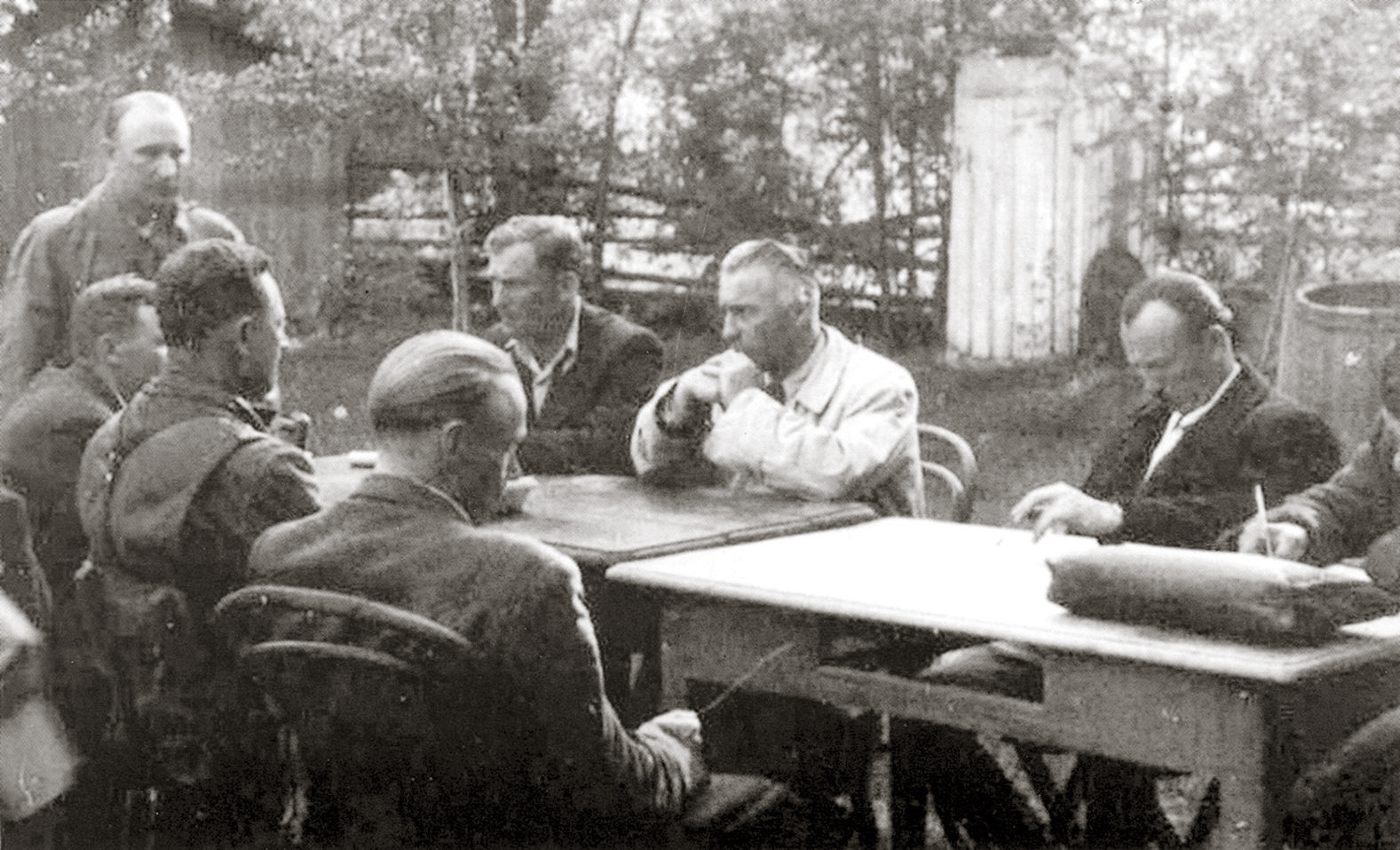
Spotkanie WiN i UHWR, OUN-B i UPA koło Rudy Różanieckiej 21 maja 1945. Od lewej stoi: kpr. Józef Borecki „Komar” – adiutant komendanta Obwodu AK–DSZ–WiN Tomaszów Lubelski, siedzą przodem od lewej: por. „Norbert”, kpt. Marian Gołębiewski „Irka” – inspektor Inspektoratu AK–DSZ–WiN Zamość, kpt. Stanisław Książek „Rota” oraz Mykoła Wynnyczuk „Kornijczuk”– prowidnyk II okręgu Organizacji Nacjonalistów Ukraińskich, od lewej siedzą tyłem: przedstawiciel Ukraińskiej Głównej Rady Wyzwoleńczej płk Jurij Łopatynski „Szejk”, Serhij Martyniuk „Hrab” oraz „Polakowski”

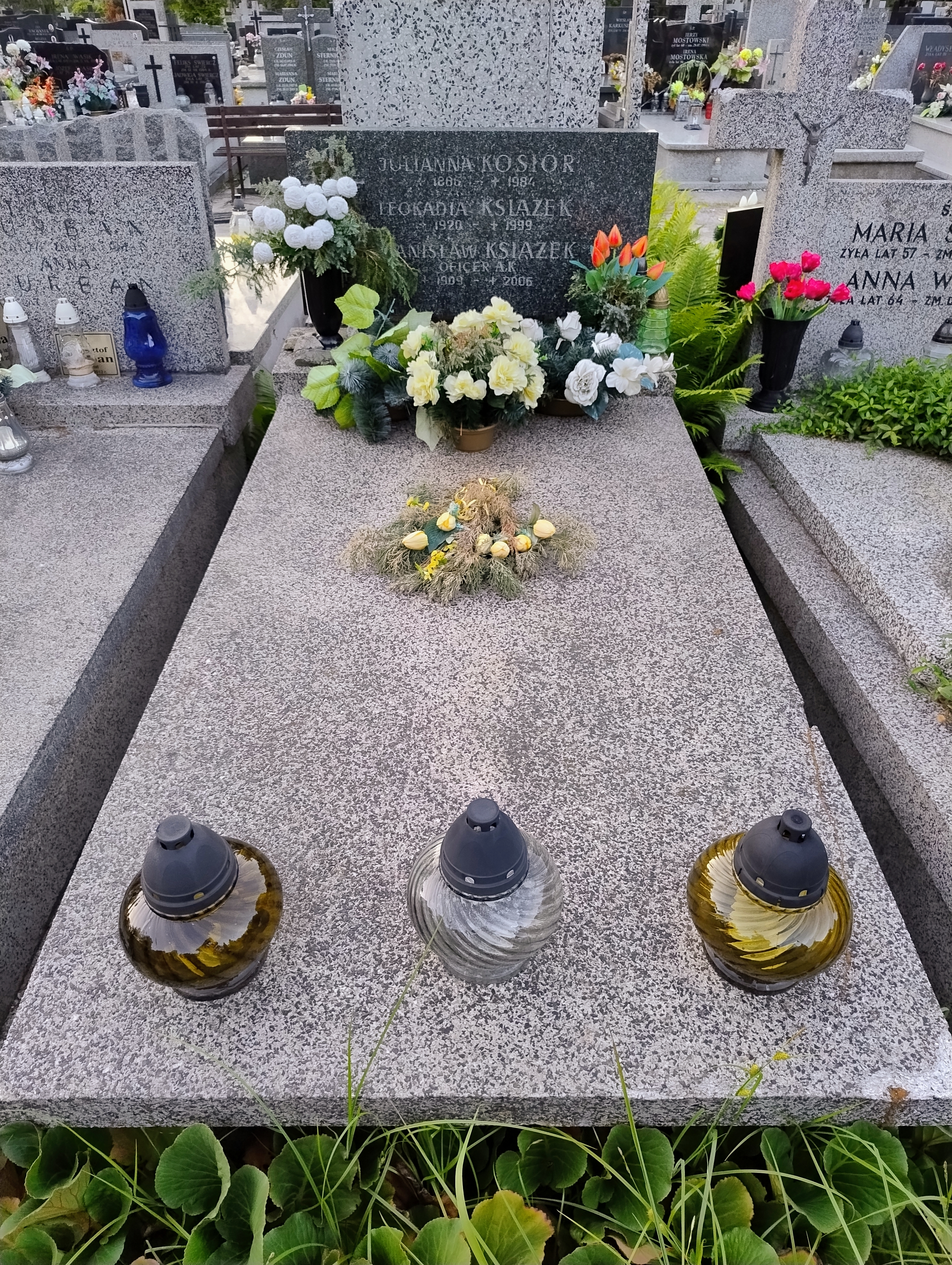
Grób Stanisława Książka

Stanisław Książek ps. Wyrwa, Rota (ur. 25 kwietnia 1909 w Gruszce Zaporskiej, zm. 16 września 2006 w Warszawie) – zastępca komendanta Obwodu Zamość Armii Krajowej od 15 września 1943 do 3 lipca 1944, kawaler Orderu Virtuti Militari.

## Życiorys
Ukończył Seminarium Nauczycielskie w Szczebrzeszynie, następnie Państwowy Instytut Robót Ręcznych w Warszawie. Był absolwentem Szkoły Podchorążych Rezerwy Artylerii im. Marcina Kątskiego we Włodzimierzu Wołyńskim. Brał udział w kampanii wrześniowej. 8 września 1939 r. został ranny we wsi Zimna Woda pod Kłuszynem. Trafił do szpitala w Równem, skąd uciekł i tym samym uniknął niewoli radzieckiej.
15 grudnia 1939 wrócił do Warszawy, gdzie przed wojną mieszkał. Zimą tego roku osiedlił się u rodziców w Szczebrzeszynie i już w początkach 1940 wstąpił do Związku Walki Zbrojnej. Od wiosny 1941 był oficerem wywiadu w placówce Szczebrzeszyn, a w czerwcu tego roku został jej komendantem. 1 stycznia 1943 mianowano go komendantem rejonu „Szczebel" (Szczebrzeszyn), obejmującego placówki: Szczebrzeszyn, Sułów i Nielisz. Jednocześnie objął obowiązki zastępcy komendanta Obwodu Zamość kpt. Wacława Stasiewicza „Bartosza". 
Pochowany na cmentarzu w Marysinie Wawerskim.